# Steve Guerdat
Steve Guerdat, född 10 juni 1982 i Bassecourt, är en schweizisk ryttare som tävlar inom banhoppning. Guerdat har tävlat sedan 1994 och deltagit i bland annat tre olympiska spel, med som bäst en guldmedalj på hästen Nino des Buissonnets i individuell hoppning under de olympiska sommarspelen i London 2012. I Hongkong-OS 2008 fick han med hästen Jalisca Solier även en bronsmedalj i laghoppningen. Guerdat har tagit två världscupsegrar, en i den västeuropeiska ligan säsongen 2009/2010 och en i den centraleuropeiska säsongen 2011/2012, samt blivit tvåa bakom Rich Fellers i världscupfinalen samma år, vilken avgjordes i 's-Hertogenbosch. År 2009 och 2011 blev Guerdat utsedd till Årets schweiziska ryttare. 2015 vann han guld i Världscupsfinalen i Las vegas. Året därpå (2016) vann han guld igen i Världscupen. Under hela finalen i Göteborg var han felfri, vilket är mycket sällsynt.
Vann Världscupfinalen 2019 i Göteborg.
Vid OS 2024 tog han silver i hästhoppning.

## Externa länkar

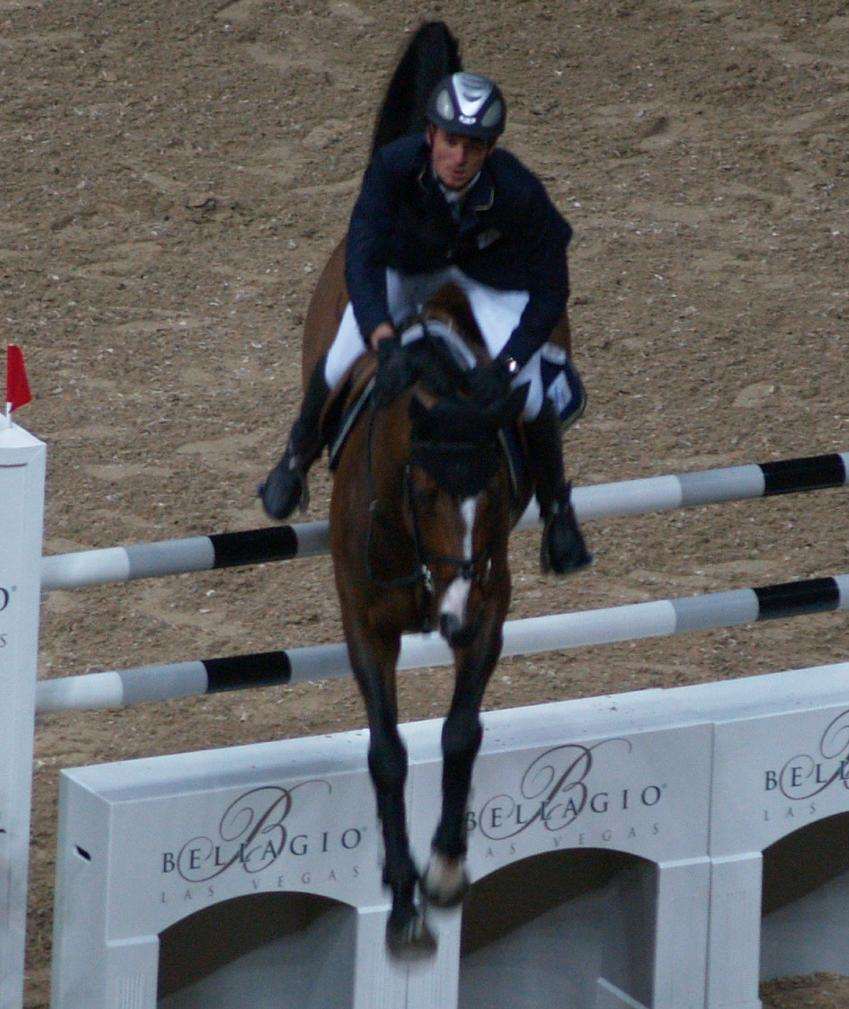
Steve Guerdat på Tresor under världscupfinalen i Las Vegas 2007.